# Penso che un sogno così
Penso che un sogno così è stato un programma televisivo italiano di genere varietà, ideato e condotto da Giuseppe Fiorello, in onda l'11 gennaio 2021.

## Il programma
Dopo il successo della miniserie Volare - La grande storia di Domenico Modugno del 2013 nella quale Giuseppe Fiorello interpretava appunto Modugno, l'attore prende in prestito alcune delle più belle canzoni del cantante pugliese per raccontare la storia della sua famiglia e non solo nello spettacolo teatrale Penso che un sogno così ... diretto da Giampiero Solari tra il 2013 e il 2018. Dopo oltre 350 spettacoli portati in scena in tutta Italia - ma anche all'estero - lo show viene quindi riproposto ora da Beppe Fiorello in prima serata su Rai 1; ad accompagnarlo in questa serata ci sono Eleonora Abbagnato, Pierfrancesco Favino, Paola Turci, Serena Rossi, Francesca Chillemi e suo fratello Rosario.

## Accoglienza
Il programma è stato trasmesso l'11 gennaio 2021 su Rai 1, totalizzando 2 813 000 telespettatori pari al 12,3% di share.